# Mairi
Mairi (del tupí mair= francés; Mairi = población de franceses) es un municipio brasileño del estado de Bahía. Su población estimada en 2004 era de 19.734 habitantes.
Forma parte de la cuenca hidrográfica del río Paraguaçu. Posee algunos arroyos que fluyen a la derecha del río Jacuípe y otros que derivan hacia el sur. También existen numerosas lagunas poco profundas y extensas, todas periódicas, estos es, que se secan en las sequías prolongadas. 
La topografía es montañosa, por la presencia de ramificaciones de la Sierra Negra, y su principal elevación es la Montaña Santa Cruz, donde existe una capilla.